# 2009-es Honda 200
A 2009-es Honda Indy 200 volt a tizenharmadik verseny a 2009-es IndyCar Series szezonban. A versenyt 2009. augusztus 9-én rendezték meg a 2.258 mérföldes (3.634 km) Mid-Ohio Sports Car Course-on Ohio államban, Lexington-ban.
Visszatért az IndyCar-ba Oriol Servià méghozzá Robert Doornbos helyére a Newman/Haas/Lanigan Racing #06-os autójába mert Doornbos az HVM Racing pilótája ezentúl. Paul Tracy viszont Mario Moraes helyét veszi át de csak ezen a futamon mert Moraes brazíliában maradt az apja temetése miatt.
Scott Dixon rekordot döntött az IndyCar-ban, ugyanis a 20. győzelmével a legtöbb győzelmet szerző versenyzővé lépett elő amit úgy szerzett meg, hogy a verseny 49 körében ő vezette a versenyt és félpercnyi előnnyel nyerte meg a versenyt Ryan Briscoe és Dario Franchitti előtt. A bajnokságban újra Dixon vezet 3 ponttal Briscoe előtt.

## Rajtfelállás
| Rajtsor | Belső ív | Belső ív          | Külső ív | Külső ív         |
| ------- | -------- | ----------------- | -------- | ---------------- |
| 1       | 6        | Ryan Briscoe      | 18       | Justin Wilson    |
| 2       | 9        | Scott Dixon       | 02       | Graham Rahal     |
| 3       | 3        | Hélio Castroneves | 10       | Dario Franchitti |
| 4       | 14       | Ryan Hunter-Reay  | 11       | Tony Kanaan      |
| 5       | 13       | E. J. Viso        | 5        | Paul Tracy       |
| 6       | 27       | Hideki Mutoh      | 7        | Danica Patrick   |
| 7       | 26       | Marco Andretti    | 06       | Oriol Servià     |
| 8       | 2        | Raphael Matos     | 24       | Mike Conway      |
| 9       | 4        | Dan Wheldon       | 33       | Robert Doornbos  |
| 10      | 98       | Richard Antinucci | 23       | Milka Duno       |
| 11      | 20       | Ed Carpenter      |          |                  |

## Futam
| Pozíció | #  | Pilóta            | Csapat                     | Futott kör | Idő/Kiesés oka | Rajthely | Élen töltött körök száma | Pont |
| ------- | -- | ----------------- | -------------------------- | ---------- | -------------- | -------- | ------------------------ | ---- |
| 1.      | 9  | Scott Dixon       | Chip Ganassi Racing        | 85         | 1:46:05.7985   | 3        | 51                       | 52   |
| 2.      | 6  | Ryan Briscoe      | Team Penske                | 85         | +29.7803       | 1        | 6                        | 41   |
| 3.      | 10 | Dario Franchitti  | Chip Ganassi Racing        | 85         | +30.0551       | 6        | 0                        | 35   |
| 4.      | 14 | Ryan Hunter-Reay  | A. J. Foyt Enterprises     | 85         | +33.7307       | 7        | 0                        | 32   |
| 5.      | 27 | Hideki Mutoh      | Andretti Green Racing      | 85         | +34.1839       | 11       | 0                        | 30   |
| 6.      | 26 | Marco Andretti    | Andretti Green Racing      | 85         | +46.7669       | 13       | 0                        | 28   |
| 7.      | 5  | Paul Tracy        | KV Racing Technology       | 85         | +49.7020       | 10       | 0                        | 26   |
| 8.      | 02 | Graham Rahal      | Newman/Haas/Lanigan Racing | 85         | +50.4517       | 4        | 0                        | 24   |
| 9.      | 2  | Raphael Matos     | Luczo-Dragon Racing        | 85         | +51.2286       | 15       | 0                        | 22   |
| 10.     | 11 | Tony Kanaan       | Andretti Green Racing      | 85         | +52.0810       | 8        | 0                        | 20   |
| 11.     | 06 | Oriol Servià      | Newman/Haas/Lanigan Racing | 85         | +52.6215       | 14       | 0                        | 19   |
| 12.     | 3  | Hélio Castroneves | Team Penske                | 85         | +53.2362       | 5        | 0                        | 18   |
| 13.     | 18 | Justin Wilson     | Dale Coyne Racing          | 85         | +53.5768       | 2        | 28                       | 17   |
| 14.     | 33 | Robert Doornbos   | HVM Racing                 | 85         | +1:10.0812     | 18       | 0                        | 16   |
| 15.     | 13 | E. J. Viso        | HVM Racing                 | 84         | +1 Kör         | 9        | 0                        | 15   |
| 16.     | 4  | Dan Wheldon       | Panther Racing             | 84         | +1 Kör         | 17       | 0                        | 14   |
| 17.     | 20 | Ed Carpenter      | Vision Racing              | 84         | +1 Kör         | 21       | 0                        | 13   |
| 18.     | 98 | Richard Antinucci | Team 3G                    | 83         | +2 Kör         | 19       | 0                        | 12   |
| 19.     | 7  | Danica Patrick    | Andretti Green Racing      | 83         | +2 Kör         | 12       | 0                        | 12   |
| 20.     | 24 | Mike Conway       | Dreyer & Reinbold Racing   | 69         | Felfüggesztés  | 16       | 0                        | 12   |
| 21.     | 23 | Milka Duno        | Dreyer & Reinbold Racing   | 56         | Kezelhetőség   | 20       | 0                        | 12   |

## Bajnokság állása a verseny után
Pilóták bajnoki állása
| Pozíció | Pilóta            | Pont |
| ------- | ----------------- | ---- |
| 1       | Scott Dixon       | 460  |
| 2       | Ryan Briscoe      | 457  |
| 3       | Dario Franchitti  | 440  |
| 4       | Hélio Castroneves | 359  |
| 5       | Danica Patrick    | 321  |